# Советская Украина (китобойная база)
«Сове́тская Украи́на» — китобойная база проекта 392, построенная на Николаевском судостроительном заводе имени Н. И. Носенко УССР, в 1956—1959 годах.
«Советская Украина» крупнейшая в мире китобаза, была способна перерабатывать 75 китов в сутки суммарным весом 4000 тонн. В 1959—1987 годах — флагман одноименной китобойной флотилии, последняя промысловая флотилия Союза ССР, ведшая добычу китов в Антарктиде, всего было добыто, по официальным данным, более 37 000 животных. С 1987 года переделана под рыбоконсервную базу, в 1995 году продана Украиной в Турцию на металлолом.

## История
Для улучшения благосостояния советских граждан, после Великой Отечественной войны, в торжественной обстановке, на стапеле Судостроительного завода имени И. И. Носенко, 27 июня 1957 года, под строительным № 500, было заложено крупнейшее промысловое судно проекта № 392, получившее наименование «Советская Украина».
Китобойная база предназначалась для приёма и обработки китовых туш и транспортировки продукции китобойного промысла, а также снабжения 20 китобойных судов проекта 393, ведущих промысел. Она могла обрабатывать до 75 китов суммарным весом 4000 тонн в сутки, производя до 1000 тонн жира и 200 тонн пищевой муки при 100 % переработке туши. В 1961 году вступила в строй вторая и последняя китобаза проекта 392 — «Советская Россия», приписанная к порту Владивосток. В 1959—1965 годы капитан-директором флотилии «Советская Украина» был А. Н. Соляник.
В корме судна имелся слип для втягивания китовых туш на разделочную палубу, которая состояла из двух отделов — кормового, длиной 37 метров, и центрального — длиной 46 метров, сообщающихся через проход в средней рубке. Бак двухъярусный с рубкой; на юте располагалась надстройка, вторая рубка и дымовые трубы, поставленные в поперечной плоскости (между ними располагался вертолётный ангар).
В 1971 году китобойная флотилия «Советская Украина» за успехи в развитии китобойного промысла была награждена орденом Октябрьской Революции. В конце 1970-х годов условия китобойного промысла значительно ухудшились в связи с резким уменьшением численности китов. Поэтому в 1982 году Международной китобойной комиссией был принят мораторий на китовый промысел, который вступал в действие с 1986 года. Это решение поддержали большинство государств, за исключением Японии, Норвегии, Исландии, СССР и Фарерских островов. Фактически СССР прекратил китобойный промысел в 1987 году, когда «Советская Украина» вернулась из своего последнего рейса. После этого плавбаза была переоборудована в рыбопромысловое судно, а 31 июля 1995 году списана и впоследствии разобрана на металл в турецком городе Алиага.

## Галерея

«Советская Украина» у берегов Антарктиды.
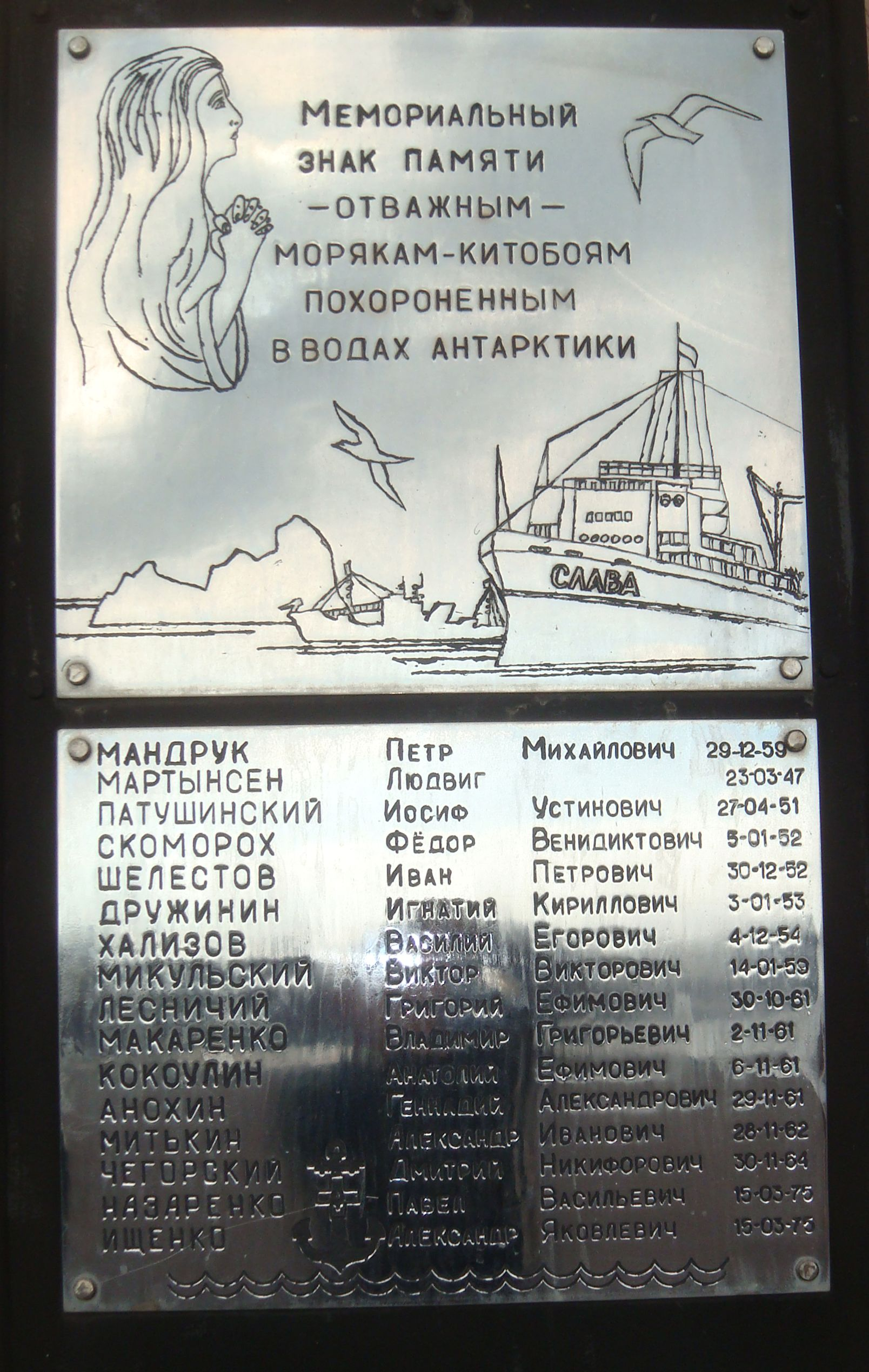
Мемориальная табличка, установленная в Одесском порту в память о китобоях флотилий «Слава» и «Советская Украина», не вернувшихся из рейсов.
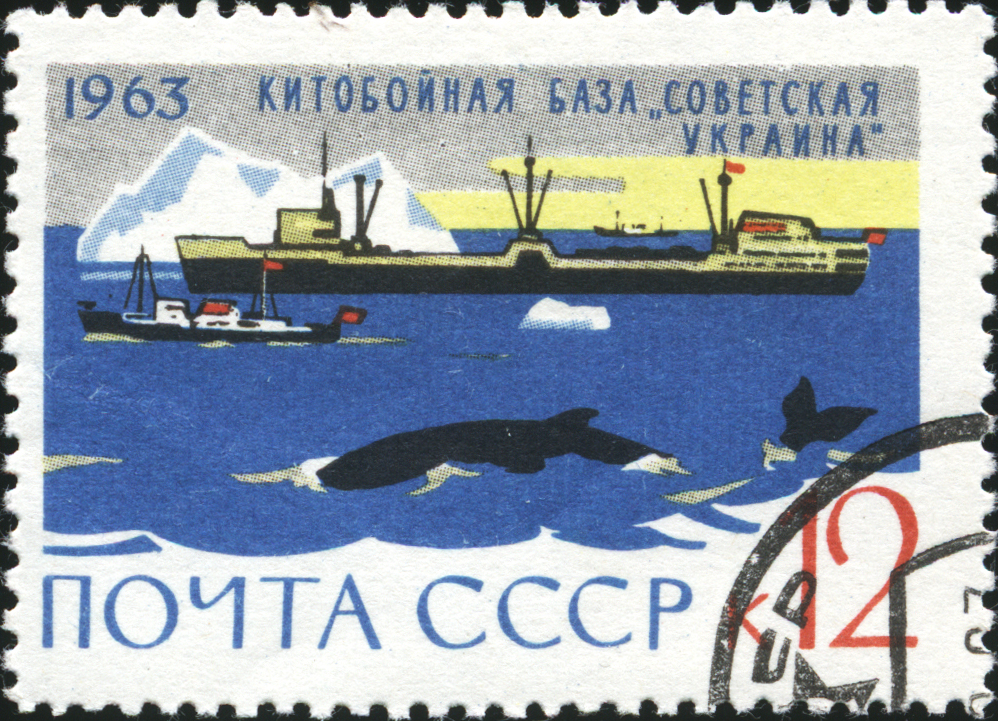
Почтовая марка СССР, 1963 год.